# Associazione Calcio Mantova 1971-1972
Questa voce raccoglie le informazioni riguardanti l'Associazione Calcio Mantova nelle competizioni ufficiali della stagione 1971-1972.

## Stagione
Nella stagione 1971-1972 il Mantova disputa il campionato di Serie A, concluso con 21 punti al quattordicesimo posto, che vuol dire retrocessione in Serie B con il Catanzaro che raccoglie gli stessi punti dei virgiliani ed il Varese con 13 punti. Lo scudetto è stato vinto dalla Juventus con 43 punti, davanti alla coppia Milan e Torino con 42 punti.

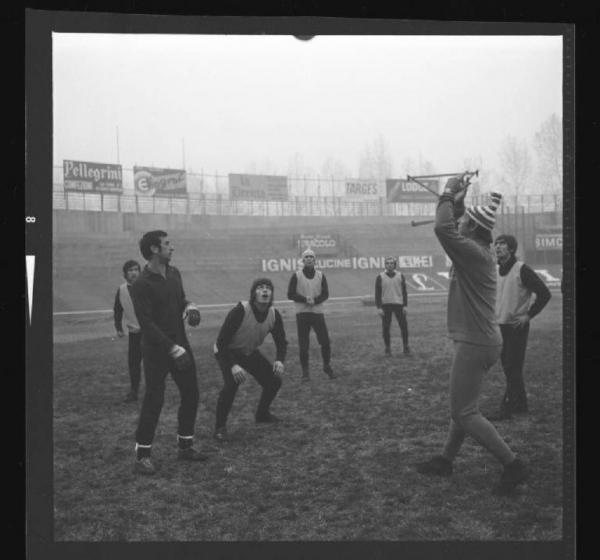
11 gennaio 1972: il primo allenamento del nuovo tecnico Renzo Uzzecchini

Sulla panchina mantovana siede Renato Lucchi, una partenza difficoltosa per i biancorossi che dopo la sconfitta di Vicenza, otto rovesci in tredici giornate, porta alla decisione di sollevare l'allenatore e affidarne il compito a Renzo Uzzecchini. Con il nuovo allenatore sembra arrivare il cambio di passo atteso per i virgiliani, che però sciupano tutto nel finale di torneo, con tre sconfitte di fila, che sono una condanna alla Serie B, l'impresa di stagione la vittoria sul Milan a San Siro con una rete di Franco Panizza nel finale. In Coppa Italia il Mantova si classifica al secondo posto nel gruppo 2 dietro al Milan che poi vincerà il trofeo per la seconda volta, e davanti a Novara, Catania e Monza. Miglior marcatore di stagione Alberto Carelli preso dal Varese autore di 7 reti, di cui 5 in campionato e 2 in Coppa Italia, il miglior realizzatore in campionato è stato Sauro Petrini autore di 6 centri.

## Rosa
| N. |                   | Ruolo | Calciatore        |
| -- | ----------------- | ----- | ----------------- |
|    | Italia (bandiera) | P     | Roberto Tancredi  |
|    | Italia (bandiera) | P     | Angelo Recchi     |
|    | Italia (bandiera) | P     | Mario Da Pozzo    |
|    | Italia (bandiera) | D     | Giovanni Masiello |
|    | Italia (bandiera) | D     | Ivan Bertuolo     |
|    | Italia (bandiera) | D     | Umberto Depetrini |
|    | Italia (bandiera) | D     | Giuseppe Bacher   |
|    | Italia (bandiera) | D     | Dante Micheli     |
|    | Italia (bandiera) | D     | Giuseppe Zaniboni |
|    | Italia (bandiera) | D     | Alberto Mantovani |
|    | Italia (bandiera) | C     | Ugo Tomeazzi      |

| N. |                   | Ruolo | Calciatore        |
| -- | ----------------- | ----- | ----------------- |
|    | Italia (bandiera) | C     | Lucio Dell'Angelo |
|    | Italia (bandiera) | C     | Sergio Maddè      |
|    | Italia (bandiera) | C     | Franco Panizza    |
|    | Italia (bandiera) | C     | Franco De Cecco   |
|    | Italia (bandiera) | A     | Alberto Carelli   |
|    | Italia (bandiera) | A     | Paolo Nuti        |
|    | Italia (bandiera) | A     | Sauro Petrini     |
|    | Italia (bandiera) | A     | Roberto Badiani   |
|    | Italia (bandiera) | A     | Renzo Tonghini    |
|    | Italia (bandiera) | A     | Roberto Montorsi  |

## Risultati

### Serie A

#### Girone di andata
| Arbitro: | Francescon (Padova) |

|                  |           |                     |
| Maddè 90’ (rig.) | Marcatori | 51’ Toschi 53’ Sala |

| Arbitro: | Motta (Monza) |

|              |           |  |
| Altafini 55’ | Marcatori |  |

| Arbitro: | Gonella (Torino) |

|             |           |             |
| Carelli 19’ | Marcatori | 31’ Savoldi |

| Arbitro: | Branzoni (Pavia) |

|            |           |  |
| Sirena 36’ | Marcatori |  |

| Arbitro: | Bernardis (Roma) |

|                     |           |  |
| Rigamonti 1’ (aut.) | Marcatori |  |

| Arbitro: | Ciacci (Firenze) |

|           |           |            |
| Maddè 59’ | Marcatori | 84’ Spelta |

| Arbitro: | Casarin (Milano) |

|                                       |           |             |
| Petrelli 65’ Santarini 80’ Zigoni 88’ | Marcatori | 39’ Carelli |

| Arbitro: | Serafino (Roma) |

|  |           |             |
|  | Marcatori | 87’ Panizza |

| Arbitro: | Gialluisi (Barletta) |

|             |           |                       |
| Carelli 42’ | Marcatori | 13’ Cristin 30’ Salvi |

| Arbitro: | Angonese (Mestre) |

|                 |           |                       |
| Carelli 2’, 38’ | Marcatori | 24’ Morini 37’ Braida |

| Arbitro: | Bernardis (Roma) |

|                   |           |          |
| Anastasi 65’, 70’ | Marcatori | 81’ Nuti |

| Arbitro: | Toselli (Cormons) |

|             |           |                                         |
| Badiani 13’ | Marcatori | 35’ (rig.) Chiarugi 45’ (aut.) Bertuolo |

| Arbitro: | Monti (Ancona) |

|             |           |  |
| Fontana 62’ | Marcatori |  |

| Arbitro: | Michelotti (Parma) |

|                 |           |                                                                   |
| Dell'Angelo 70’ | Marcatori | 16’, 67’ Boninsegna 55’, 82’ Bertini 60’ Pellizzaro 87’ Facchetti |

| Arbitro: | Motta (Monza) |

|            |           |  |
| Vitali 18’ | Marcatori |  |

#### Girone di ritorno
| Arbitro: | Casarin (Milano) |

|          |           |  |
| Sala 21’ | Marcatori |  |

| Mantova 6 febbraio 1972, ore 14.30 17ª giornata | Mantova        | 0 – 0 referto | Napoli | Stadio Danilo Martelli\| Arbitro: \| Trono (Torino) \| |
| Arbitro:                                        | Trono (Torino) |               |        |                                                        |

| Arbitro: | Michelotti (Parma) |

|            |           |             |
| Fedele 55’ | Marcatori | 47’ Petrini |

| Arbitro: | Lazzaroni (Milano) |

|             |           |  |
| Petrini 17’ | Marcatori |  |

| Arbitro: | Carminati (Milano) |

|                    |           |  |
| Moro 9’ (rig.) 83’ | Marcatori |  |

| Arbitro: | Bernardis (Roma) |

|           |           |             |
| Spelta 6’ | Marcatori | 60’ Petrini |

| Arbitro: | Giunti (Arezzo) |

|  |           |                           |
|  | Marcatori | 5’ Salvori 85’ Cappellini |

| Mantova 26 marzo 1972, ore 14.30 23ª giornata | Mantova             | 0 – 0 referto | Milan | Stadio Danilo Martelli\| Arbitro: \| Francescon (Padova) \| |
| Arbitro:                                      | Francescon (Padova) |               |       |                                                             |

| Genova 2 aprile 1972, ore 14.30 24ª giornata | Sampdoria      | 0 – 0 referto | Mantova | Stadio Luigi Ferraris\| Arbitro: \| Monti (Ancona) \| |
| Arbitro:                                     | Monti (Ancona) |               |         |                                                       |

| Arbitro: | Trinchieri (Reggio Emilia) |

|                                 |           |                                                          |
| Morini 1’ (rig.) Mascheroni 42’ | Marcatori | 14’ Masiello 48’ Tonghini 68’ Badiani 85’ (rig.) Panizza |

| Arbitro: | Monti (Ancona) |

|                 |           |              |
| Dell'Angelo 32’ | Marcatori | 50’ Anastasi |

| Arbitro: | Angonese (Mestre) |

|  |           |             |
|  | Marcatori | 79’ Petrini |

| Arbitro: | Pieroni (Roma) |

|  |           |          |
|  | Marcatori | 46’ Poli |

| Arbitro: | Lattanzi (Roma) |

|                     |           |  |
| Boninsegna 74’, 79’ | Marcatori |  |

| Arbitro: | Menegali (Roma) |

|                        |           |          |
| Petrini 55’ (rig.) 90’ | Marcatori | 33’ Riva |

### Coppa Italia

#### Girone 2
| Arbitro: | Lazzaroni (Milano) |

|                              |           |  |
| Maddè 35’ (rig.) Carelli 86’ | Marcatori |  |

| Arbitro: | Bianchi (Firenze) |

|                          |           |          |
| Carrera 3’ Jacomuzzi 74’ | Marcatori | 59’ Nuti |

| Arbitro: | Porcelli (Lodi) |

|                          |           |              |
| Carelli 39’ De Cecco 80’ | Marcatori | 69’ Ballabio |

| Arbitro: | Giunti (Arezzo) |

|                    |           |  |
| Prati 6’ Bigon 54’ | Marcatori |  |

## Statistiche

### Statistiche di squadra
| Competizione | Punti | In casa | In casa | In casa | In casa | In casa | In casa | In trasferta | In trasferta | In trasferta | In trasferta | In trasferta | In trasferta | Totale | Totale | Totale | Totale | Totale | Totale | DR  |
| Competizione | Punti | G       | V       | N       | P       | Gf      | Gs      | G            | V            | N            | P            | Gf           | Gs           | G      | V      | N      | P      | Gf     | Gs     | DR  |
| ------------ | ----- | ------- | ------- | ------- | ------- | ------- | ------- | ------------ | ------------ | ------------ | ------------ | ------------ | ------------ | ------ | ------ | ------ | ------ | ------ | ------ | --- |
| Serie A      | 21    | 15      | 3       | 6       | 6       | 13      | 21      | 15           | 3            | 3            | 9            | 10           | 18           | 30     | 6      | 9      | 15     | 23     | 39     | -16 |
| Coppa Italia |       | 2       | 2       | 0       | 0       | 4       | 1       | 2            | 0            | 0            | 2            | 1            | 4            | 4      | 2      | 0      | 2      | 5      | 5      | 0   |
| Totale       |       | 17      | 5       | 6       | 6       | 17      | 22      | 17           | 3            | 3            | 11           | 11           | 22           | 34     | 8      | 9      | 17     | 28     | 44     | -16 |

### Statistiche dei giocatori
Nel conto dei gol realizzati in campionato si consideri una autorete a favore.
| Giocatore      | Serie A  | Serie A | Coppa Italia | Coppa Italia | Totale   | Totale |
| Giocatore      | Presenze | Reti    | Presenze     | Reti         | Presenze | Reti   |
| -------------- | -------- | ------- | ------------ | ------------ | -------- | ------ |
| G. Bacher      | 23       | 0       | 2            | 0            | 25       | 0      |
| R. Badiani     | 21       | 2       | -            | -            | 21       | 2      |
| I. Bertuolo    | 24       | 0       | 4            | 0            | 28       | 0      |
| G. Blasig      | -        | -       | 3            | 0            | 3        | 0      |
| A. Carelli     | 19       | 5       | 4            | 2            | 23       | 7      |
| M. Da Pozzo    | 4        | -7      | 2            | -2           | 6        | -9     |
| F. De Cecco    | 1        | 0       | 4            | 1            | 5        | 1      |
| L. Dell'Angelo | 22       | 2       | 3            | 0            | 25       | 2      |
| U. Depetrini   | 24       | 0       | 3            | 0            | 27       | 0      |
| S. Maddè       | 20       | 2       | 3            | 1            | 23       | 3      |
| A. Mantovani   | 3        | 0       | -            | -            | 3        | 0      |
| G. Masiello    | 28       | 1       | 4            | 0            | 32       | 1      |
| D. Micheli     | 25       | 0       | 4            | 0            | 29       | 0      |
| R. Montorsi    | 6        | 0       | 4            | 0            | 10       | 0      |
| P. Nuti        | 17       | 1       | 3            | 1            | 20       | 2      |
| F. Panizza     | 19       | 2       | -            | -            | 19       | 2      |
| S. Petrini     | 24       | 6       | -            | -            | 24       | 6      |
| A. Recchi      | 11       | -11     | -            | -            | 11       | -11    |
| R. Tancredi    | 16       | -21     | 2            | -3           | 18       | -24    |
| U. Tomeazzi    | 26       | 0       | 3            | 0            | 29       | 0      |
| R. Tonghini    | 7        | 1       | -            | -            | 7        | 1      |
| G. Zaniboni    | 14       | 0       | 2            | 0            | 16       | 0      |